# Sibia de Desgodins
Heterophasia desgodinsi
Espèce
Statut de conservation UICN

 LC  : Préoccupation mineure
La Sibia de Desgodins (Heterophasia desgodinsi) est une espèce de passereaux de la famille des Leiothrichidae.

## Répartition
Ce taxon se rencontre en Birmanie, en Chine, au Laos et au Viêt Nam.

## Liste des sous-espèces
Selon GBIF (28 juillet 2024) :
- Heterophasia desgodinsi desgodinsi (Oustalet, 1877)
- Heterophasia desgodinsi engelbachi (Delacour, 1930)
- Heterophasia desgodinsi kingi J.C.Eames, 2002
- Heterophasia desgodinsi robinsoni (Rothschild, 1921)
- Heterophasia desgodinsi tonkinensis (Yen, 1934)

## Classification
Le nom valide complet (avec auteur) de ce taxon est Heterophasia desgodinsi (Oustalet, 1877).
L'espèce a été initialement classée dans le genre Sibia sous le protonyme Sibia desgodinsi Oustalet, 1877,.
Ce taxon porte en français les noms vernaculaires ou normalisés suivants : Sibia de Desgodins ou Garrulaxe de Desgodins.
Heterophasia desgodinsi a pour synonymes : Sibia desgodinsi Oustalet, 1877.

### Étymologie
Son épithète spécifique, desgodinsi, lui a été donnée en l'honneur du missionnaire français Auguste Desgodins (1826-1913) qui a fourni au Muséum d'histoire naturelle de Paris une petite collection de mammifères et d'oiseaux recueillie dans les environs de Yer-ka-lo petite ville sur les rives du Mékong.

### Publication originale
- E. Oustalet, « Description d'une espèce nouvelle du genre Sibia (S. Desgodinsi) », Bulletin de la Société philomathique de Paris, Paris, 7e série, vol. 1, no 3,‎ 1877, p. 139-141 (ISSN 0366-3515, lire en ligne, consulté le 28 juillet 2024).